# Skwer Hilarego Krzysztofiaka w Katowicach
Skwer Hilarego Krzysztofiaka w Katowicach – skwer położony we wschodniej części Katowic, w dzielnicy Szopienice-Burowiec, u zbiegu ulic gen. Józefa Hallera i Obrońców Westerplatte.
Skwer Hilarego Krzysztofiaka jest centralnym punktem Burowca. Stanowi on miejsce, w którym odbywają się wydarzenia i festyny, w tym coroczne Święto Burowca. Plac nosi imię Hilarego Krzysztofiaka – urodzonego w Szopienicach artysty, plastyka, grafika i scenografa.
Jest to teren zielony z drzewami i krzewami, wyposażony w chodniki z kostki brukowej, a także elementy małej architektury, w tym ławki i kosze na śmieci. Znajduje się tu plac zabaw dla dzieci w wieku od 3 do 15 lat w formie dwóch okrągłych wysp wyposażonych w urządzenia zabawowe, w tym: domek ze zjeżdżalniami, huśtawki, bujane koniki i małą karuzelę, a także w zestawy drążków, mini boisko do koszykówki i gniazdo dla osób niepełnosprawnych. Plac zabaw znajduje się na nawierzchni ze żwirku, trawy oraz z gumowej nawierzchni bezpiecznej. Na skwerze zlokalizowany też jest, oddany do użytku pod koniec października 2015 roku, skate point.

## Historia

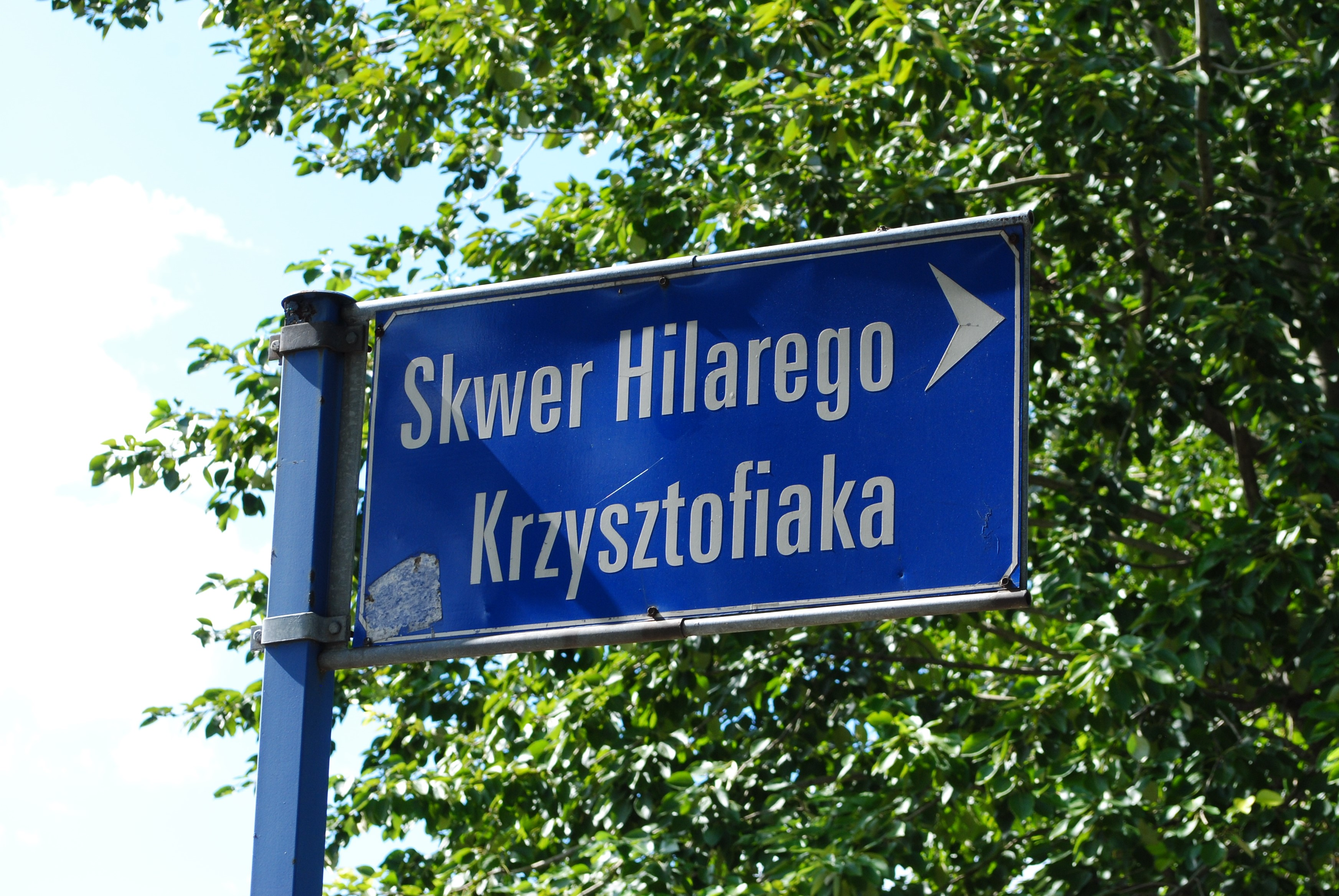
Tabliczka z nazwą skweru

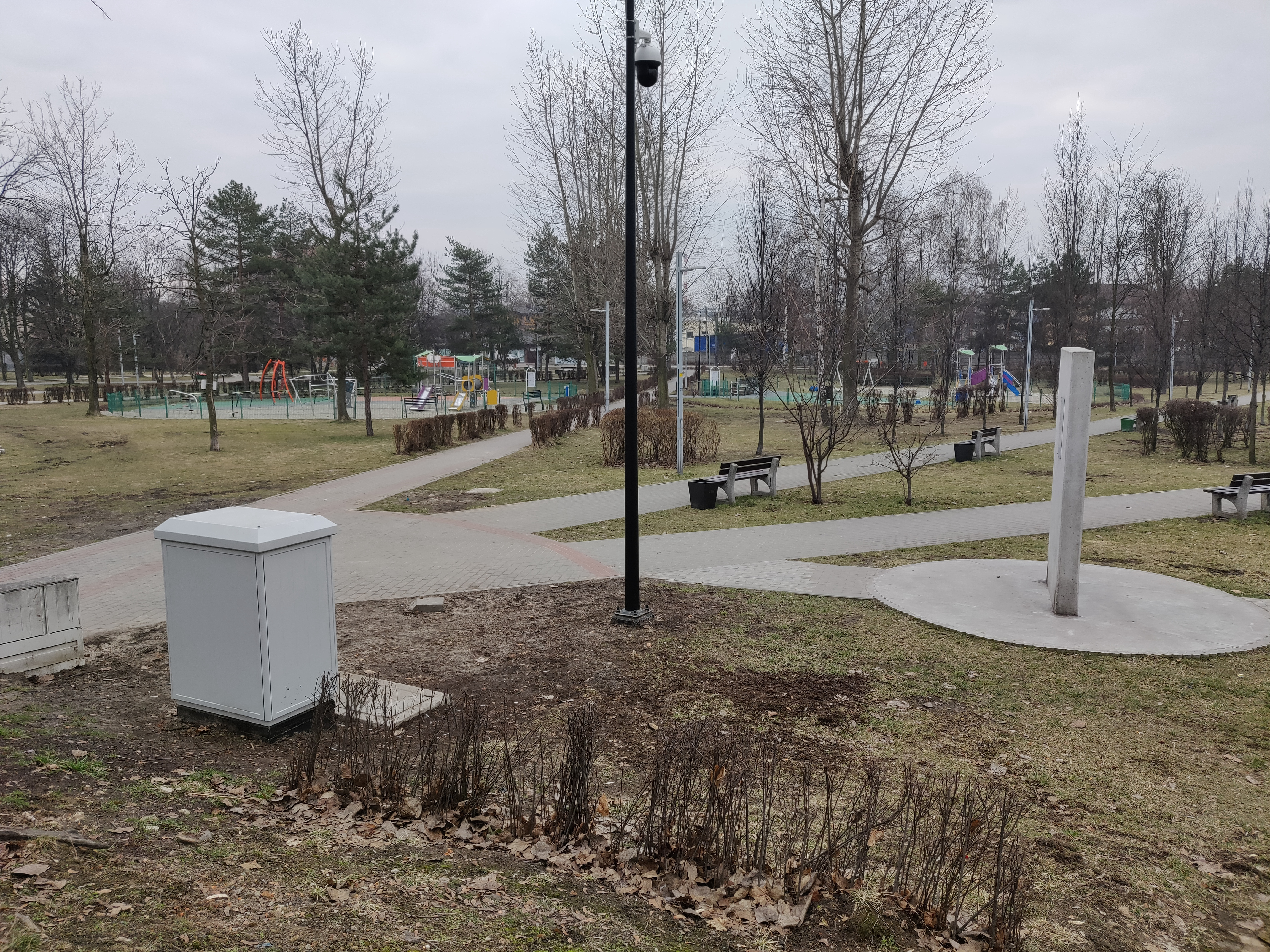
Skwer w marcu 2019 roku; na drugim planie znajduje się plac zabaw

Pierwotnie w miejscu skweru istniała zabudowa kolonii „Paweł” (niem. „Pauls”), wzniesiona w latach 70. XIX wieku (przy powstałej w 1847 roku na terenie Burowca huucie cynku Paul). Wówczas kolonia ta była częścią gminy Dąbrówka Mała. Kolonia składała się z jednopiętrowych familoków; nazywano ją także kolonią Markplatz. Zabudowa kolonii, przez którą przebiegała wówczas ul. Rzemieślnicza, została wyburzona w latach 1977–1978 w związku z założeniem zielonej strefy ochronnej wokół Huty Metali Nieżelaznych Szopienice. W tym miejscu powstał duży skwer. Plac targowy w pobliżu kolonii w latach 1951–1962 nosił nazwę pl. Ludwika Waryńskiego.
Początki ustanowienia nazwy skweru Hilarego Krzysztofiaka w Burowcu sięgają 2008 roku, kiedy to Zarząd Jednostki Pomocniczej Nr 15 Szopienice-Burowiec wystosował pismo do Rady Miasta Katowice o uhonorowanie Hilarego Krzysztofiaka poprzez nadanie jego imieniem jednej z ulic w Katowicach. W odpowiedzi z dnia 29 października 2008 roku Komisja Organizacyjna Rady Miasta Katowice zaproponowała nadanie jego imieniem placu przy skrzyżowaniu ulic gen. Józefa Hallera i Obrońców Westerplatte. Skwer ten został ustanowiony przez Radę Miasta Katowice w dniu 26 stycznia 2009 roku. 
W 2013 roku stowarzyszenie Burowiec – Inicjatywa Mieszkańców rozpoczęło pierwsze działania na rzecz budowy skate pointu na skwerze, obok muru dawnej huty ołowiu. Nowy skate point został oddany do użytku 31 października 2015 roku. 
19 września 2015 roku, przy współpracy organizacji i stowarzyszeń z Szopienic-Burowca, w tym Miejskiego Domu Kultury Szopienice-Giszowiec, Rady Jednostki Pomocniczej nr 15 Szopienice-Burowiec oraz grupy Burowiec – Inicjatywa Mieszkańców, na skwerze odbyła się pierwsza impreza w ramach corocznego festynu – Święta Burowca.
W połowie października 2016 roku rozpoczęto realizację placu zabaw na skwerze Hilarego Krzysztofiaka. Powstał on z inicjatywy stowarzyszenia Burowiec – Inicjatywa Mieszkańców w ramach projektu do budżetu obywatelskiego Katowic. Prace budowlane zostały wykonane na zlecenie Zakładu Zieleni Miejskiej w Katowicach, który w 2014 roku zlecił opracowanie projektu wykonawczego. 
25 czerwca 2017 roku w ramach projektu Śląskie ogrody deszczowe Fundacja Sendzimira przy udziale lokalnej społeczności na skwerze został założony ogród deszczowy, który ma za zadanie m.in. poprawę sytuacji wód opadowych i retencjonowanie wody. 
Z inicjatywy radnych oraz mieszkańców w ramach budżetu obywatelskiego, w rejonie placu zabaw do końca 2018 roku zamontowano kamery monitoringu, będące częścią Katowickiego Inteligentnego Systemu Monitoringu i Analizy.